# Joel Daly
Joel Daly (Great Falls, Montana; 21 de agosto de 1934-La Grange, Illinois; 22 de octubre de 2020) fue un presentador de noticias estadounidense, más conocido por servir como presentador del WLS-TV (una filial de ABC) en Chicago durante 38 años desde 1967 hasta 2005. Daly se desempeñó como copresentador en la transmisión de noticias de 4PM junto a Linda Yu desde enero de 1985 hasta su retiro en mayo de 2005. Daly fue incluido en el Silver Circle, un grupo de locutores de élite de Chicago, en 2003. Luego de su retiro de la transmisión de noticias en 2005, desde marzo de 2007 hasta octubre de 2013, Daly se desempeñó como portavoz del tribunal federal del condado de Cook en Chicago.

## Primeros años
Joel Daly nació el 21 de agosto de 1934 en Great Falls, Montana, y se crio en el estado de Washington. Se graduó cum laude de la Universidad de Yale en 1956.

## Carrera
Cuatro años después de terminar la universidad, Daly se unió a WJW-TV en Cleveland a principios de 1960. Daly sirvió como copresentador con Doug Adair, y los dos se convirtieron en uno de los primeros equipos copresentadores exitosos en los Estados Unidos.

### WLS – TV Chicago (1967-2005)

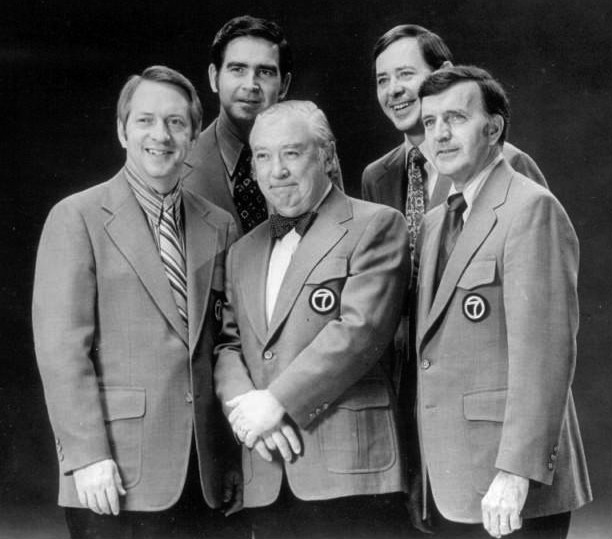
Equipo de Eyewitness News, 1972. Atrás, de izquierda a derecha: John Drury, Joel Daly. Delantero, de izquierda a derecha: meteorólogo John Coleman, presentador Fahey Flynn, comentarista deportivo Bill Frink.

En 1967, Daly fue contratado por WBKB-TV en Chicago. Ahí comenzó a hacer un noticiero en solitario llamado Newsnight. En 1968, cuando la estación pasó a llamarse WLS-TV, Daly se emparejó con Fahey Flynn, y los dos se convirtieron en el equipo de noticias vespertinas mejor calificado de la ciudad, ganando un premio Emmy local después de solo un año en el aire. Daly y Flynn popularizaron un estilo de presentación conocido por los críticos como "charla feliz". A diferencia de la mayoría de los presentadores de la época, que daban las noticias de una manera austera y autoritaria, Daly y Flynn se mezclaron en bromas divertidas mientras pasaban de un tema a otro. Daly recordó más tarde: "Bajamos del Olimpo y nos convertimos en personas normales que hablaban con personas normales, es la mejor forma de comunicación". Los presentadores de noticias de todo el país pronto comenzaron a emular a Daly y Flynn, a veces para disgusto del dúo, como cuando otros presentadores se volvían demasiado jocosos o desenfocados. El propio Daly no usó la frase "charla feliz" para describir su estilo, y señaló: "Siempre nos tomamos las noticias en serio, si no siempre nos tomamos a nosotros mismos demasiado en serio". Después de la muerte de Flynn en 1983, Daly copresidió brevemente las noticias de las 10:00 con Mary Ann Childers. Daly luego se unió a Oprah Winfrey para copresentar la transmisión de noticias de las 4:00 PM de WLS-TV. Winfrey fue reemplazada por Linda Yu después de sólo unas semanas en el aire. Daly permaneció allí hasta mayo de 2005, cuando anunció que dimitiría como ancla para perseguir otros intereses. Alan Krashesky se convirtió en el nuevo presentador de las 4:00 PM. Desde entonces, ha aparecido ocasionalmente en noticieros para informar sobre asuntos legales y también ha sido anfitrión de desfiles para el canal. Daly fue incluido en el Salón de la Fama del Periodismo de Chicago en 2001 y recibió el primer premio Illinois Broadcast Pioneer Award en 2008. Ganó cinco premios Emmy a lo largo de su carrera.

## Otros trabajos
En 1988, Joel Daly recibió un Juris Doctor de la Facultad de Derecho de Chicago-Kent después de cuatro años de tomar clases nocturnas. Se convirtió en director de relaciones externas en la Facultad de Derecho John Marshall en 2005 y también impartió algunas clases allí.
En 2007, Daly fue nombrado portavoz del Tribunal de Distrito de EE. UU . En Chicago.
Otro de los intereses de Daly es actuar. En 1994 interpretó a Atticus Finch en una adaptación teatral de To Kill a Mockingbird, y en 2000 interpretó a Patsy McCall en una producción de Grand View de William J. Kennedy.
Interpretó a un reportero de noticias en la controvertida película de 2006 Death of a President, que retrata el asesinato ficticio de George W. Bush. Daly dijo que no se arrepintió de su participación y dijo: "Es una empresa valiente llevar a cabo el asesinato ficticio de un presidente vivo que todavía está en el cargo. Es algo que está en la psique estadounidense. Así que lidiar con esto en un foro ficticio, aunque realista, es quizás una purga", dijo al Chicago Sun-Times.
Daly también ha incursionado en la música, especialmente en la música country y el yodeling. Ha cantado con un grupo llamado The Sundowners y ocasionalmente escribe sus propias canciones. Su autobiografía, The Daly News, fue publicada por Eckhartz Press en 2014.

## Fallecimiento
Daly falleció en La Grange, el 22 de octubre de 2020, a los ochenta y seis años después de una larga enfermedad.